# フアン・ロメロの変容
『フアン・ロメロの変容』(フアン・ロメロののへんよう、英語: The Transition of Juan Romero) は、ハワード・フィリップス・ラヴクラフトによる短編怪奇小説。
1919年9月16日に執筆されたラヴクラフトの初期の作品のひとつで、主人公（語り手）がかつて体験した不可解な出来事について晩年に書き残した手記という体裁をとった短編であるが、ラヴクラフトはこの作品の出来に満足しておらず、1932年にロバート・ヘイワード・バーロウに見せるまで誰にも公表していなかった。ラヴクラフトの没後、バーロウが受け取った原稿を元にアーカムハウス刊行の作品集『マージナリア』(1944年)に初めて収録され発表された。

## あらすじ
主人公はかつてイギリス軍人としてインドに赴任していたが様々ないきさつで軍を離れ、その後アメリカに渡り1894年に西部カクタス山脈のノートン鉱山で炭鉱夫として雇われた過去を持つ人物である。
主人公が炭鉱で働き始めて少し経ったころメキシコ人のグループが鉱山で雇用され、その中にフアン・ロメロという若者がいた。ロメロは他のメキシコ人とも地元のネイティブアメリカンとも違う不思議な高貴さを感じさせる人物であった。彼は赤ん坊の頃、疫病に襲われた山小屋で、唯一人の生き残りとして保護されたのだという。
ロメロは主人公がはめていた指輪に興味を持ったらしく、働き始めてすぐに主人公と仲良くなった。その指輪は主人公がインドで地元の民間伝承を調べていた頃に手に入れた骨董品で、古い象形文字で何事か彫り付けてあった。
主人公とロメロが炭鉱で働いていたある日、鉱山で奇妙な出来事があった。坑道の下に巨大な空洞が発見され、どれほど深いのか見当もつかないのだという。空洞を発見したのは主人公ともロメロとも違う別の労働者グループだったが、彼らは二度とその空洞に近づきたくもないと現場監督に直談判していた。
その日の夜、あたり一帯は嵐となり、主人公とロメロは部屋で寝ていたのだが、主人公はロメロの声を耳にして目を覚ました。物音が聞こえるかと問うロメロに対し、コヨーテか犬、あるいは嵐の音かと聞き返す主人公だが、ロメロは地面の下の鼓動だと答える。それを聞いた主人公は不気味な響きに気付いた。その音は地中深く、はるか下の方から聞こえてくるようで、確かに生き物の鼓動のような奇妙なリズムを持っていた。
主人公とロメロはその音に導かれるように部屋を抜け出し、坑道へ向かった。いくつかの分岐を超え空洞のほうへ近づくと、その音はまるで太鼓の音に合わせた詠唱のようにも聞こえるものであった。すると突然、ロメロが何事が叫びながら走り出し坑道の奥へと消えていった。主人公が後を追うと、やがてロメロの凄まじい悲鳴が聞こえてきた。主人公が声のした岩の裂け目を覗き込むと、遥か下の方に溶岩のように赤く光る何かが見え、ロメロと思われる姿もあった。そして彼の見たロメロの姿は、言葉では言い表せないものに変容していたのである。
その瞬間、周囲から轟音が聞こえ主人公は気を失った。気が付くと彼は自室のベッドで寝ており、隣のロメロの周りには人だかりが出来ていた。聞いてみると、ロメロはどういう訳か眠ったまま絶命しておりその理由がわからないのだという。そして、主人公とロメロが昨夜この部屋から抜け出した形跡はないということだった。
そして、おそらく昨夜の嵐と凄まじい落雷が原因で、鉱山で見つかった空洞は完全に塞がれてしまっていた。入り口部分が埋まっただけではと調べられたが、どれほど掘っても厚い岩盤に閉ざされていたのである。
主人公はその夜の出来事を夢を見ていただけかと考えたが、もうひとつ不可解なことがあった。その朝、彼のはめていたインドの指輪がなくなっており、警察が他の労働者の荷物までしらみつぶしに調べたがその行方は全くわからなかったのである。

## 背景・その他
- ロメロが叫びながら走りだし姿を消す場面で、ロメロの言葉の中にアステカの太陽神ウィツィロポチトリの名が出てくるが、アステカの神話とインドの指輪がどう繋がるのかというような説明はされておらず、こういったところがラヴクラフトの不満点だったのかも知れない。既存の神話や伝承を小説のプロットに使用する際の不自由さや窮屈さが、後にクトゥルフ神話と呼ばれるようになる、ラヴクラフト独自の神話・神格を生み出すきっかけであったのかもしれない。[2]

## 収録
- 国書刊行会『定本ラヴクラフト全集1』矢野浩三郎監訳／福岡洋一訳『ファン・ロメロの変容』
- 創元推理文庫『ラヴクラフト全集7』大瀧啓裕訳 『フアン・ロメロの変容』
- 星海社FICTIONS『狂気の山脈にて 新訳クトゥルー神話コレクション6』森瀬繚訳 『フアン・ロメロの変容』